# Мундыбаш (посёлок городского типа)
Мундыба́ш (шор. Молдымаш) — посёлок городского типа в Таштагольском районе Кемеровской области РФ.

## Название
Название поселения происходит по одноименной реке Мундыбаш, которое в свою очередь имеет тюркское происхождение и дословно переводится с шорского языка как «тут голова».

## География
В реку Мундыбаш впадает река Тельбес и уже затем они впадают в реку Кондому.

## История
Возник на месте шорского улуса в связи со строительством железной дороги. В 1929 году здесь началось сооружение аглофабрики и подвесной канатной дороги, которая связала Мундыбаш с Тельбесским месторождением железной руды. В 1934 году преобразован в посёлок городского типа.
В 1941 году станция Мундыбаш называлась Тельбес.
В 1964 году дежурным по станции Мундыбаш начал свою трудовую деятельность будущий губернатор Кемеровской области Аман Тулеев.
Присоединён посёлок Тельбес.

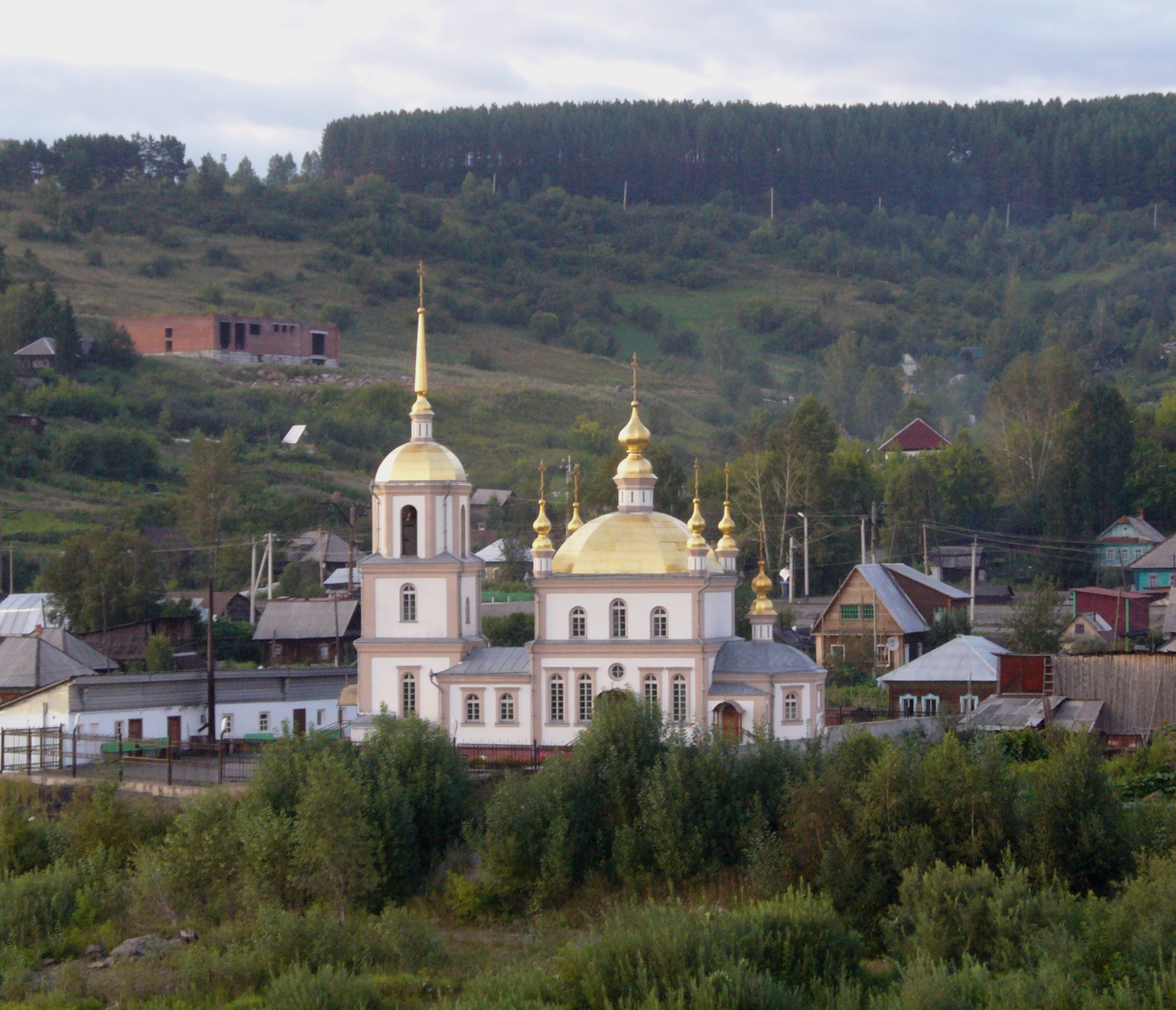
Церковь на берегу реки Мундыбаш

С 2005 по октябрь 2010 года главой посёлка был Сергей Васильевич Федорко. По результатам выборов в октябре 2010 года главой Мундыбашского городского поселения стал Евгений Николаевич Черенков.
С 2015 по 2020 годы главой поселения был Владимир Васильевич Камольцев. 

## Население
| 1959   | 1970  | 1979  | 1989  | 2002  | 2009  | 2010  | 2011  | 2012  |
| ------ | ----- | ----- | ----- | ----- | ----- | ----- | ----- | ----- |
| 12 171 | ↘9497 | ↘7530 | ↘6915 | ↘6019 | ↘5578 | ↘5097 | ↘5075 | ↘4924 |
| 2013   | 2014  | 2015  | 2016  | 2017  | 2018  | 2019  | 2020  | 2021  |
| ↘4894  | ↘4819 | ↘4773 | ↘4667 | ↘4577 | ↘4462 | ↘4323 | ↘4218 | ↘4188 |

## Статистика
Общее количество проживающего населения в п. Мундыбаш составляет 4218 человек.[когда?] На административном участке посёлка расположено 48 магазинов, 3 учреждения здравоохранения, 2 пункта общественного питания, 3 объекта жизнеобеспечения. , работает Центр социального обслуживания населения, филиал библиотеки, средняя школа, основная школа, детсад.

## Экономика
Предприятия переработки руды (Мундыбашская обогатительная фабрика (аглофабрика) основанная в 1931 году с 439 работающими, принадлежала ОАО «Евразруда» до декабря 2013 года, с декабря 2013 года принадлежит ООО «Руда Хакасии»).

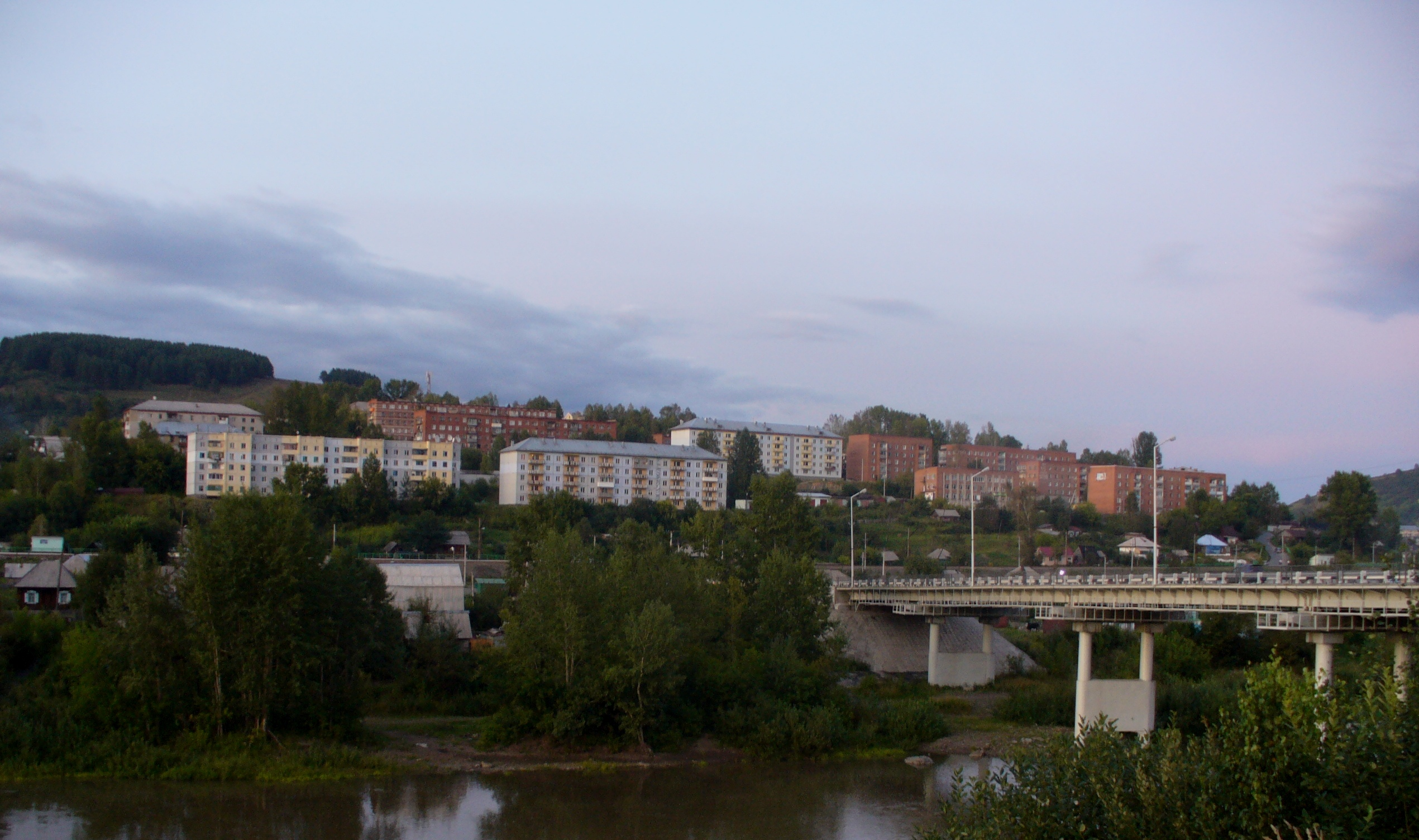
Вид с шоссе, перед пятиэтажками видна пл. 467км (Кузнецкий Артек)

20 октября 2015 года фабрика прекратила свою работу
Распоряжением Правительства РФ от 29.07.2014 № 1398-р (ред. от 13.05.2016) «Об утверждении перечня моногородов», включён в список моногородов Российской Федерации с наиболее сложным социально-экономическим положением.
В 2002 в самостоятельные организации были выделены Мундыбашский энергоцех, Мундыбашский мехцех. Самое крупное из торговых предприятий — муниципальное оптово-посредническое предприятие «Стимул».

## Транспорт

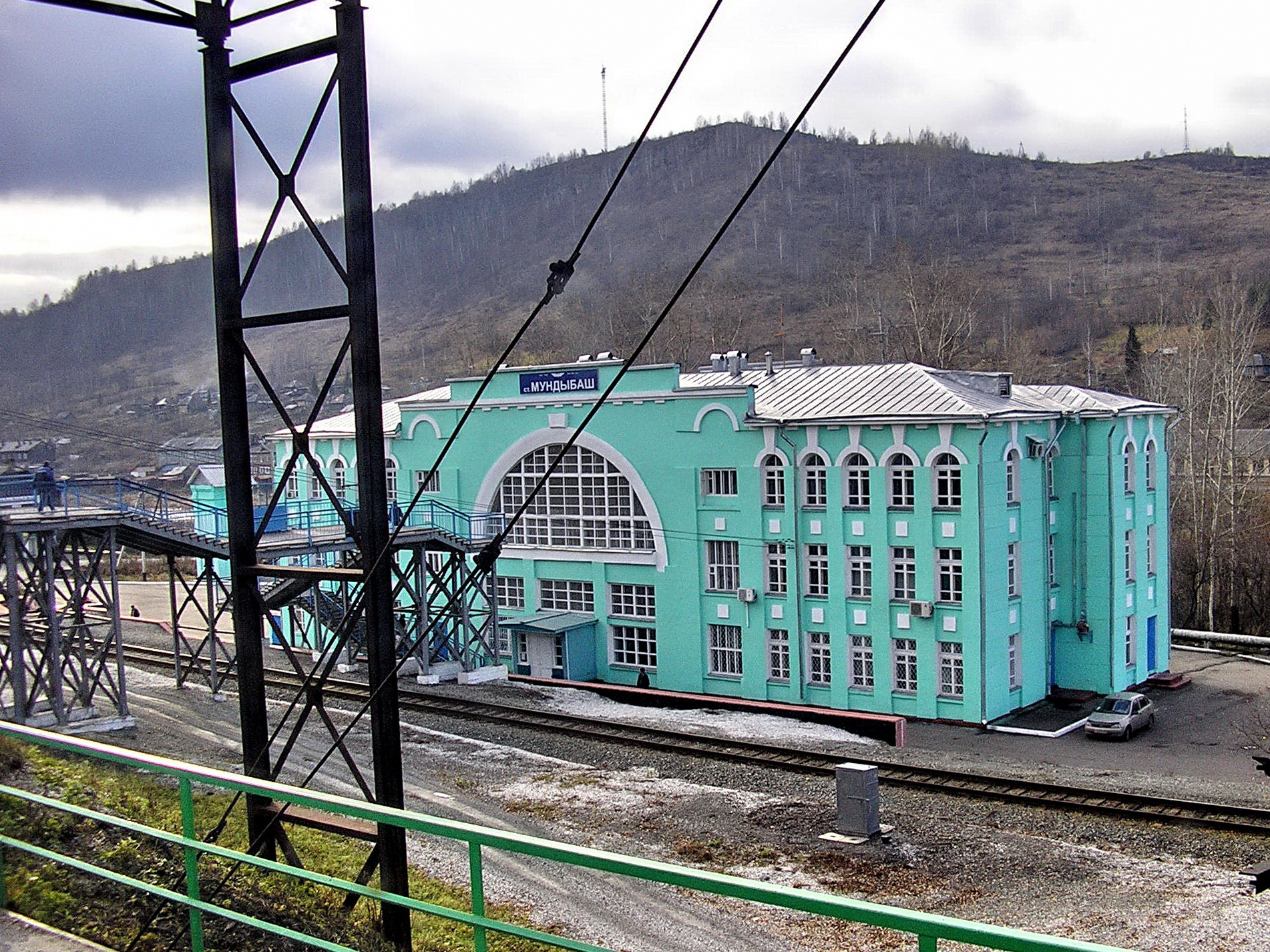
Станция Мундыбаш

Через посёлок проходит Южно-Кузбасская ветка Западно-Сибирской железной дороги, действуют платформы 462 км (Медный лог), 467км («Кузнецкий Артек») и станция Мундыбаш (расстояние до Новокузнецка — 91 км, до Транссиба — 470 км), о.п. 472 км (имени Тургенева).
Развито автобусное сообщение с Новокузнецком, Кузедеево, Таштаголом , Темиртау.

## Известные жители
- Асланиди, Александр Валентинович — депутат Совета федерации 1 созыва, родился в посёлке Мундыбаш.
- Доронин, Владимир Павлович (1948) — ведущий научный сотрудник Института проблем переработки углеводородов СО РАН, кандидат технических наук, лауреат премии Правительства РФ в области науки и техники «За разработку, внедрение и использование высокоэффективных катализаторов крекинга».
- Капишников, Николай Алексеевич (1919—2000) — Заслуженный работник культуры РФ, Почётный гражданин Кемеровской области, создатель и руководитель музыкального оркестра народных инструментов школы № 15.
- Строганов, Алексей Михайлович (1962) — российский журналист, главный редактор «Новой таганрогской газеты».
- Тулеев, Аман Гумирович (1944-2023) — российский политик и государственный деятель, губернатор Кемеровской области с 1997 по 2018 годы.
- Григорьев, Фома Никифорович (1919—2008) — Герой Советского Союза. С 1935 по 1938 годы работал на фабрике в Мундыбаше.